# Hydroxyde de curium
L'hydroxyde de curium est un composé radioactif de formule Cm(OH)3. Il s'agit du premier composé du curium isolé.